# Ramesse VIII.
Ramesse VIII. byl staroegyptský faraon pocházející z 20. dynastie, který vládl přibližně v letech 1129–1126 př. n. l. Byl jedním z posledních žijících synů Ramesse III. Jeho trůnní jméno, které přijal po svém nástupu na trůn, bylo Usermaatre Achenamon, což v překladu znamená „Silná je spravedlnost Reova, nápomocný Amonovi“.

## Vláda
Ramesse VIII. je nejtajemnějším vládcem 20. dynastie, neboť o jeho panovaní není k dispozici mnoho informací. Období jeho vlády bylo velmi krátké, neboť trvalo přibližně jeden až dva roky. Důvodem jeho krátké vlády může být fakt, že se k moci dostal v již pokročilém věku, neboť byl jedním z posledních žijících synů Ramesse III. Problém v královské posloupnosti rovněž naznačuje fakt, že na trůn nastoupil po Ramessovi VII., který byl jeho synovcem. Monumenty pocházející z období jeho vlády jsou vzácné a většina zmínek pochází z Medínit Habu. Zmínka o tomto faraonovi se také objevuje na stéle z Abydu a na jednom skarabovi. Jediná informace o délce jeho vlády pochází z nápisů nalezených v jedné thébské hrobce, kde byl uveden „Rok 1, I Peret, den 2“.

## Pohřeb
Ramesse VIII. je jediným faraonem 20. dynastie, jehož hrobka nebyla v Údolí králů jednoznačně identifikována. Někteří odborníci se však domnívají, že hrobka KV19 prince Mentuherchepšefa, který byl synem Ramesse IX., byla původně stavěna pro Ramesse VIII. Avšak po jeho nástupu na trůn nebyla shledána vhodnou pro účely královského pohřbu. V roce 1974 prohledával archeologický tým pod vedením Zahi Hawasse Údolí králů ve snaze nalézt Ramessovu hrobku, byl však neúspěšný.